# Bosnië en Herzegovina op de Olympische Winterspelen 1998
Tijdens de Olympische Winterspelen van 1998 die in Salt Lake City werden gehouden nam Bosnië en Herzegovina deel met 2 alpineskiërs, 5 bobsleeërs en een rodelaar. Er werden geen medailles verdiend.

## Deelnemers en resultaten
(m) = mannen, (v) = vrouwen 

### Alpineskiën
| Olympiër          | Discipline       | Resultaat | Prestatie                    |
| ----------------- | ---------------- | --------- | ---------------------------- |
| Enis Bećirbegović | afdaling (m)     | 21e       | 1.53,47 (+ 3,36)             |
| Enis Bećirbegović | super g (m)      | 22e       | 1.37,58 (+ 2,76)             |
| Enis Bećirbegović | reuzenslalom (m) | DNF-2     | run 1: 1.26,15 run 2: opgave |
|                   |                  |           |                              |
| Arijana Boras     | super g (v)      | 39e       | 1.24,48 (+ 6,46)             |
| Arijana Boras     | reuzenslalom (v) | DNF-1     | run 1: opgave                |

### Bobsleeën
| Olympiër                                                       | Discipline                            | Resultaat | Prestatie                                                                                  |
| -------------------------------------------------------------- | ------------------------------------- | --------- | ------------------------------------------------------------------------------------------ |
| Zoran Sokolović Ognjen Sokolović                               | 2-mansbob (m) Bosnië en Herzegovina I | 31e       | run 1: 57,36 run 2: 56,62 run 3: 56,32 run 4: 56,31 totaal: 3.46,61 (+ 9,37)               |
| Zoran Sokolović Nihad Mameledzija Edin Krupalija Mario Franjić | 4-mansbob (m) Bosnië en Herzegovina I | 25e       | run 1: 55,26 run 2: 55,11 run 3: 55,30 run 4: niet gekwalificeerd totaal: 2.45,67 (+ 6,26) |

### Rodelen
| Olympiër         | Discipline | Resultaat | Prestatie                                                                          |
| ---------------- | ---------- | --------- | ---------------------------------------------------------------------------------- |
| Ismar Biogradlić | mannen     | 23e       | run 1: 51,252 run 2: 51,170 run 3: 51,384 run 4: 51,363 totaal: 3.25,169 (+ 6,733) |

Amerikaanse Maagdeneilanden · Andorra · Argentinië · Armenië · Australië · Azerbeidzjan · België · Bermuda · Bosnië en Herzegovina · Brazilië · Bulgarije · Canada · Chili · China · Chinees Taipei · Cyprus · Denemarken · Duitsland · Estland · Finland · Frankrijk · Georgië · Griekenland · Groot-Brittannië · Hongarije · Ierland · IJsland · India · Iran · Israël · Italië · Jamaica · Japan · Joegoslavië · Kazachstan · Kenia · Kirgizië · Kroatië · Letland · Liechtenstein · Litouwen · Luxemburg · Macedonië · Moldavië · Monaco · Mongolië · Nederland · Nieuw-Zeeland · Noord-Korea · Noorwegen · Oekraïne · Oezbekistan · Oostenrijk · Polen · Portugal · Puerto Rico · Roemenië · Rusland · Slovenië · Slowakije · Spanje · Trinidad en Tobago · Tsjechië · Turkije · Uruguay · Venezuela · Verenigde Staten · Wit-Rusland · Zuid-Afrika · Zuid-Korea · Zweden · Zwitserland